# 체르체르산맥붓털쥐
체르체르산맥붓털쥐(Lophuromys chercherensis)는 쥐과 붓털쥐속에 속하는 설치류이다. 에티오피아의 토착종이다.

## 특징
작은 설치류로 꼬리 길이 60~65mm를 제외한 몸길이는 114~145mm이고, 발 길이는 22~24mm이다. 귀 길이는 17~18mm, 몸무게는 최대 78g이다. 등 쪽 털은 불그스레한 바탕색에 불그스레한 색조가 섞인 갈색빛의 검은색을 띠며, 가운데 부분은 연한 노란색에 털 끝은 검고 일반적인 반점 무늬가 있다. 배 쪽은 누르스름한 갈색부터 밝고 불그스레한 색까지 다양하고 털 끝은 희다. 앞 다리 뒷쪽은 짙은 갈색인 반면에 발 뒷쪽은 불그스레하고 교차되는 길이 방향으로 갈색 띠가 있다. 발톱은 털이 없고 길며, 앞 다리의 발톱이 특히 길다. 꼬리 길이는 몸길이보다 짧고, 거무스레한 짙은 회색 털로 덮여 있으며 털 끝이 희다. 핵형은 2n=70, FNa=84이다.

## 분포 및 서식지
에티오피아 중부와 동부 지역 체르체르 산맥의 토착종이다. 해발 2,000~2,700m 고도의 나한송 숲에서 서식한다.

## 생태
땅 위에서 생활하는 육상성 동물이다.

## 보전 상태
국제 자연 보전 연맹(IUCN)은 노랑반점붓털쥐(L. flavopunctatus)의 이명으로 간주한다.